# Tara Norton
Tara Norton (* 25. Oktober 1971) ist eine ehemalige kanadische Triathletin und Siegerin des Ultraman Hawaii (2019).

## Werdegang
Tara Norton begann 2000 mit Triathlon und startete ab 2004 als Profi-Triathletin.
Der erste Ironman-Start als Profi im Juni 2004 beim Ironman Coeur d’Alene brachte ihr die Qualifikation für einen Startplatz beim Ironman Hawaii (Ironman World Championships), wo sie im Oktober den 25. Rang belegte. Sie wurde seit 2005 vom früheren Triathlon-Champion Scott Molina (* 1960) trainiert.
Im Jahr 2011 erklärte sie ihre Karriere für beendet und im Januar 2012 gab sie bekannt, dass sie im siebten Monat schwanger ist. Im Februar kam ihre Tochter zur Welt.
Tara Norton lebt in Toronto.
Tara Norton stieg später wieder im Triathlon ein und im Dezember 2019 gewann die damals 48-Jährige den Ultraman Hawaii (10 km Schwimmen, 421 km Radfahren und 84 km Laufen; in drei Tagesetappen).

## Sportliche Erfolge
| Datum/Jahr  | Rang | Wettbewerb                             | Austragungsort | Zeit     | Bemerkung |
| ----------- | ---- | -------------------------------------- | -------------- | -------- | --- |
| 9. Mai 2004 | 15   | ITU Triathlon World Championship 30–34 | Madeira        | 02:29:06 | Triathlon-Weltmeisterschaft über die olympische Distanz (1,5 km Schwimmen, 40 km Radfahren und 10 km Laufen); in der Altersklasse 30–34 |

| Datum/Jahr    | Rang | Wettbewerb                        | Austragungsort    | Zeit     | Bemerkung                                                                                                 |
| ------------- | ---- | --------------------------------- | ----------------- | -------- | --- |
| 1. Dez. 2019  | 1    | Ultraman Hawaii                   | Hawaii            | 28:22:09 | [ 1 ] |
| 12. März 2011 | 15   | Abu Dhabi International Triathlon | Abu Dhabi         | 08:10:21 | |
| 29. Aug. 2010 | 15   | Ironman Canada                    | Penticton         | 10:20:44 | |
| 25. Juli 2010 | 7    | Ironman USA                       | Lake Placid       | 10:11:08 | |
| 22. Mai 2010  | 5    | Ironman Lanzarote                 | Puerto del Carmen | 10:17:36 | |
| 13. März 2010 | 14   | Abu Dhabi International Triathlon | Abu Dhabi         | 07:39:35 | 3 km Schwimmen, 200 km Radfahren und 20 km Laufen                                                         |
| 30. Aug. 2009 | 5    | Ironman Canada                    | Penticton         | 09:59:42 | |
| 26. Juli 2009 | 7    | Ironman USA                       | Lake Placid       | 10:13:26 | |
| 23. Mai 2009  | DNF  | Ironman Lanzarote                 | Playa del Carmen  | –        | |
| 13. Juli 2008 | 4    | Ironman Switzerland               | Zürich            | 09:43:46 | Hinter der Schweizer Siegerin Sibylle Matter (9:30:12 h) belegte Norton den vierten Platz.                |
| 2008          | 6    | Ironman Arizona                   | Tempe             | 09:35:45 | |
| 24. Mai 2008  | 3    | Ironman Lanzarote                 | Playa del Carmen  |          | [ 4 ] [ 5 ]                                                                                               |
| 2007          | 12   | Ironman Hawaii                    | Hawaii            |          | |
| 8. Juli 2007  | 5    | Ironman Austria                   | Klagenfurt        | 09:32:53 | persönliche Bestzeit auf der Ironman-Distanz (3,86 km Schwimmen, 180,2 km Radfahren und 42,195 km Laufen) |
| Okt. 2007     | 12   | Ironman Arizona                   | Tempe             | 09:41:03 | |
| 19. Mai 2007  | 2    | Ironman Lanzarote                 | Playa del Carmen  | 10:12:06 | hinter der Finnin Tiina Boman                                                                             |
| Okt. 2006     | 10   | Ironman Arizona                   | Tempe             |          | |
| 2006          | 4    | Ironman Lanzarote                 | Playa del Carmen  |          | |
| 2004          | 25   | Ironman Hawaii                    | Hawaii            |          | |
| 27. Juni 2004 | 9    | Ironman Coeur d’Alene             | Idaho             |          | Der erste Ironman-Start als Profi brachte die Qualifikation zur WM auf Hawaii.                            |
| 2003          | 41   | Ironman Hawaii                    | Hawaii            |          | |
| 2003          | 14   | Ironman USA                       | Lake Placid       |          | |

(DNF – Did Not Finish)